# Підберезник коричневий
Підбере́зник кори́чневий (Leccinum brunneum) — вид базидіомікотових грибів родини болетові.

## Опис
Шапинка м'ясиста, 5-14 см в діаметрі, а в деяких випадках — до 16 см. Форма шапинки — напівкулеподібна із злегка шерстистою поверхнею, з віком вона стає менш опуклою. Відмітною властивістю виду є коричнева шапинка з червоним відтінком та з блискучою поверхнею. Нижня поверхня — дрібнопориста, пори кремово-сірі, жовто-сірі. Ніжка сірого кольору, покрита по всій довжині чорними лусочками, у зрілих примірників — темна. М'якоть щільна, білувата, на розрізі забарвлена у сірочорний колір. Трубчастий шар товщиною до 2,5 см з дуже дрібними білими порами.

## Двійники
Отруйних двійників немає. Трохи схожі на нього жовчний гриб (Tylopilus felleus), у якого м'якоть з рожевим відтінком і він володіє неприємним запахом і дуже гірким смаком.

## Використання
Сушка, маринування, консервування, піджарка. Рекомендується перед вживанням видаляти ніжку, а в немолодих грибах — шкірку.